# A Tribe Called Quest
A Tribe Called Quest va ser un reeixit grup de rap nord-americà dels anys 90, originalment format en Queens, Nova York, el 1988. El grup estava format per Q-Tip (Kamal Fareed), Phife Dawg (Malik Taylor) i Ali Shaheed Muhammad. El quart membre, Jarobi White, solament va estar present en el primer disc. El grup és considerat un pioner del hip-hop alternatiu i de la fusió del jazz amb el hip-hop, influint en nombrosos músics de hip-hop i R&B.
A Tribe Called Quest va saltar a la fama com a membres del col·lectiu Native Tongues, que van cofundar el 1988. L'àlbum de debut del grup, People's Instinctive Travels and the Paths of Rhythm (1990), els va consolidar com un grup aclamat per la crítica, aconseguint la primera qualificació de cinc 'mic' a la història de The Source. El 1991, el grup va tenir èxit comercial amb el seu segon àlbum amb influència de jazz, The Low End Theory, que va donar forma al hip-hop alternatiu dels anys noranta. Va ser seguit pels igualment reeixits i influents Midnight Marauders (1993), i Beats, Rhymes and Life (1996), que van encapçalar el Billboard 200. El 1998, el grup es va dissoldre poc abans de llançar el seu cinquè àlbum The Love Movement, però el 2006, els membres originals es van reunir i van fer gires esporàdiques durant els següents set anys. El 2016, el grup va publicar el seu sisè i últim àlbum, We Got It from Here... Thank You 4 Your Service, que va rebre elogis de la crítica i es va convertir en el seu segon àlbum a encapçalar el Billboard 200; va incloure contribucions pòstumes de Phife Dawg, que va morir vuit mesos abans del seu llançament.
Q-Tip i Phife van créixer junts en Queens, i van conèixer a Muhammad a l'institut. El grup va començar sent part de Native Tongues Posse, un col·lectiu d'artistes de rap, abans d'arribar a l'èxit amb A Tribe Called Quest, sobretot després de l'edició del disc The Low End Theory, el 1991.

## Discografia
- People's Instinctive Travels and the Paths of Rhythm, 1990
- The Low End Theory, 1991
- Midnight Marauders, 1993
- Beats, Rhymes and Life, 1996
- The Love Movement, 1998
- The Anthology, 1999